# Veit Ludwig von Seckendorff
Veit Ludwig von Seckendorf (født 20. december 1626, død 18. december 1692) var en tysk politiker og statsvidensteoretiker, var af en tysk adelig familie som havde sit navn fra en landsby beliggende mellem Nürnberg og Langenzenn.
Familien var inddelt i elleve forskellige linjer, men kun 3 af disse eksisterer i dag, spredt i hele Preussen, Württemberg og Bayern. Veit Ludwig von Seckendorf, søn af Joachim Ludwig von Seckendorf, blev født i Herzogenaurach, nær Erlangen.
I 1639 gjorde den regerende hertug af Sachsen-Coburg-Gotha, Ernst den Hellige, Seckendorff til sin protegé. Han blev optaget på universitetet i Strassbourg i 1642, hvor han studerede historie og Retsvidenskab. Midlerne til hans uddannelse kom fra svenske officerer, hans faders tidligere kammerater som havde kæmpet i Trediveårskrigen. Hans fader var blevet henrettet 3. februar 1642 for sin omgang med de kejserlige. Efter at Seckendorff havde færdiggjort sine studier ved universitetet udnævnte hertug Ernst ham til hofjunker ved hans hof i Gotha, hvor han lagde grunden til sin store samling af historiske dokumenter foruden at han lærte at mestre de moderne sprog. 
I 1652 blev han udnævnt til flere forskellige højtstående retslige embeder og bl.a. sendt på diplomatiske rejser. I 1656 blev han udnævnt til dommer ved hofretten i Jena og fik en ledende rolle i udarbejdelsen af hertugens mange reformplaner. I 1664 trak han sig tilbage fra sine embeder under hertug Ernst, som nyligt havde udnævnt ham til kansler, og tog tjeneste under hertug Moritz af Sachsen-Zeitz (Altenburg), for at lette byrden af sine mange officielle pligter. 
Efter Moritz' død i 1681 trak Seckendorff sig tilbage til sit gods, Meuselwitz i Altenburg, og nedlagde næsten alle sine embeder. På trods af sin alder og tilbagetrukkenhed vedligeholdt han sin korrespondance med tidens førende personligheder. Han var særligt interesseret i pietisten Philipp Jakob Speners forsøg på at udføre en praktisk reform af den tyske kirke, på trods af at Seckendorff selv næppe var pietist. I 1692 blev han udnævnt til kansler for det nye universitet i Halle, men han døde knap få uger efter. 
Seckendorf's hovedværker er følgende: 
- Teutscher Fürstenstaat (1656 og 1678), en håndbog i tysk lov.
- Der Christen Stat (1685), delvis en apologi for kristendommen og delvis et forslag til reformationen af kirken, baseret på Pascal's Pensées og omhandlende de fleste af Speners idéer
- Commentarius Historicus et apologeticus de Lutheranismo sive de Reformatione (3 bind, Leipzig, 1692), fremkommet som svar på jesuitten Maimbourg's Histoire du Luthéranisme (Paris, 1680). Han vigtigste værk om reformationen.